# 並河喜庵
並河 喜庵（なびか きあん、生没年不詳）は、戦国時代から江戸時代初期にかけての武将。並河掃部入道寄庵、並河掃部宗隆は同一人物と考えられるが、「宗隆」は並河掃部易家の兄の諱ともされる。

## 経歴
丹波国桑田郡並河（現在の京都府亀岡市大井町並河）に出自を持ち、天正8年（1580年）より丹波を支配した明智光秀に属した。
天正10年（1582年）6月、並河掃部は光秀に従って山崎の戦いに参加している（『太閤記』）。
天正14年（1586年）5月、並河掃部入道寄庵は摂津中島にいた山科言経を茶の湯に招いて、『平家物語』について質問をした。この時初めて会った寄庵と言経はこれ以降交流を続けており、『言経卿記』に寄庵の名が度々見える。同年12月、寄庵は言経に讃岐への従軍を告げている。天正15年（1587年）9月、冷泉為満が寄庵の娘を娶ったが、翌天正16年（1588年）5月に為満夫妻は争って妻は親元へと帰り、そのまま離婚した。天正18年（1590年）9月、言経は並河氏の妻へ産後の薬を調合して贈った。慶長2年（1597年）2月、冷泉為満が前妻の浄徳院並河氏の法事を営んでいる。
慶長19年（1614年）の大坂の陣では、喜庵は大坂城に籠り、天満橋の守備に付いた。11月末、大坂方は城外を焼き払って城内に撤収し、橋も焼き落とした。寄せ手が掘際に迫ると、喜庵はまだ焼き落としていない橋から兵を出して掘際の敵を打ち払うよう献策し、自らそれを行うため兵500を与えるよう申し出た。しかし、喜庵の子・並河志摩が敵方の加藤忠広に仕えていたことから喜庵は疑われ、献策は斥けられたという（『武徳編年集成』）。